# Hedyotis bourdillonii
Hedyotis bourdillonii är en måreväxtart som först beskrevs av James Sykes Gamble, och fick sitt nu gällande namn av Rolla Seshagiri Rao och Koppula Hemadri. Hedyotis bourdillonii ingår i släktet Hedyotis och familjen måreväxter. Inga underarter finns listade i Catalogue of Life.